# Eugène Lepoittevin

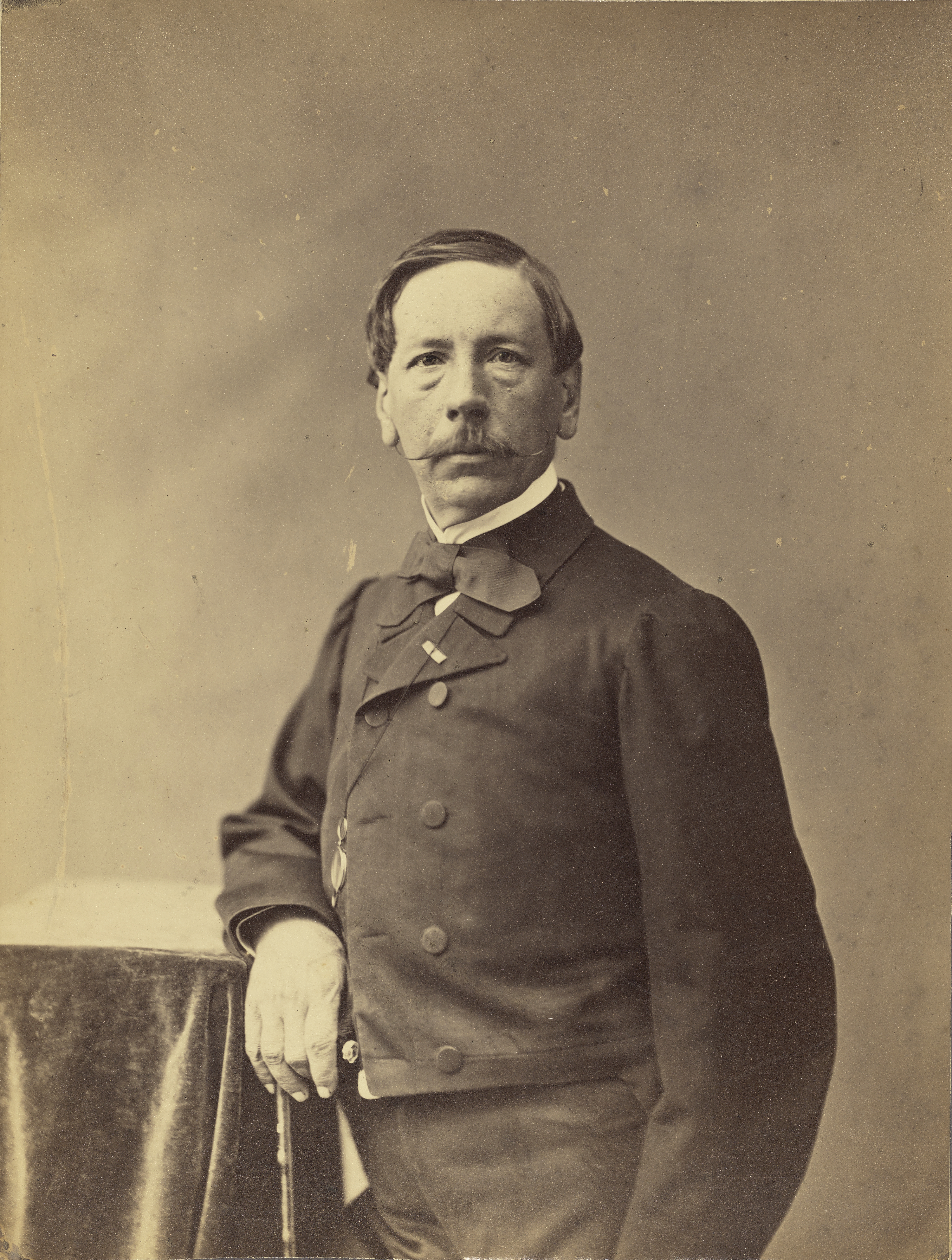
Eugéne Le Pottevin

Eugène Modeste Edmond Lepoittevin, eigentl. Poidevin, (* 31. Juli 1806 Paris; † 6. August 1870 in Auteuil, heute 16. Arrondissement, Paris) war ein französischer Maler.

## Leben
1826 kam Lepoittevin mit 20 Jahren an die École des Beaux-Arts seiner Heimatstadt und wurde dort Schüler u. a. von Louis Hersent und Xavier Leprince. Bereits im selben Jahr durfte Le Poittevin an der großen Jahresausstellung des Pariser Salons teilnehmen. 1837–1838 folgten Reisen und Ausstellungen in Berlin.
Als Landschaftsmaler fand er seine Sujets nicht nur in seiner näheren Umgebung, sondern auch auf seinen Reisen durch Frankreich, Belgien, Großbritannien, Italien und die Niederlande. Dabei thematisierte Le Poittevin immer wieder die Küsten und Strände. Daneben versuchte er sich auch in der Historien- und Genremalerei.
Sein Vater Nicolas Potdevin stammt aus Rouen in der Normandie. Tischler und Polsterer, dann Chefschreiner im Schloss von Versailles, Versailles, wo sich seine Eltern niederließen.
Sein Vater ändert seinen Namen in Poidevin, Poitevin und dann in Lepoittevin.
Eugène Lepoittevin heiratete Stéphanie Maillard, mit der er zwei Töchter hat, Eugènie (1845) und Marie (1846). Die Namensänderung Le Poittevin wird 1845 offiziell registriert. Seine Frau starb 1851. 1861 heiratete er Adèle Pironin. Er stirbt im Haus ihrer Tochter Eugènie.
Der Landschaftsmaler Louis Le Poittevin (1847–1909) war nicht sein Sohn, sondern ein Namensvetter, Cousin von Guy de Maupassant und Sohn von Alfred Le Poittevin (1816–1848), Poet und Rechtsanwalt.

## Ehrungen
- 1839: Peintre Officiel de la Marine
- 1845: Mitglied der Akademien von Berlin und Antwerpen

## Rezeption
Lepoittevin verstand seine Werke vortrefflich zu beleben, seine Figuren haben Ausdruck; seine Ausfassung ist schlicht, sein Kolorit kräftig. Arbeiten von ihm finden sich im Musée du Luxembourg (Untergang des Schiffs Vengeur), in den Galerien von Versailles, in der Raczynskischen Sammlung zu Berlin (der Flibustier).

## Werke (Auswahl)
- Untergang des Schiffs Le Vengeur
- Normannische Küste
- Themsemündung
- Der Flibustier